# Agnieszka Leszczyńska (muzykolog)
Agnieszka Leszczyńska – polska muzykolog, adiunkt w Instytucie Muzykologii UW. Zajmuje się historią muzyki europejskiej do roku 1600, z naciskiem na sakralną muzykę polifoniczną XV i XVI w. Początkowo zajmowała się twórczością kompozytorów franko-flamandzkich epoki Josquina, a obecnie – kulturą muzyczną regionów nadbałtyckich (szczególnie Prus Królewskich) XVI w.
Uzyskała tytuł magistra w Instytucie Muzykologii UW na podstawie pracy Technika dialogowania w polifonii XV stulecia pisanej pod kierunkiem prof. Mirosława Perza (1984). Doktoryzowała się na podstawie rozprawy Melodyka niderlandzka w świetle mistrzostwa Josquina, Obrechta i La Rue. Studia i analizy porównawcze pisanej pod kierunkiem prof. Mirosława Perza (1994, wyd. 1997), a habilitację uzyskała na podstawie rozprawy Muzyka w Prusach Królewskich drugiej połowy XVI wieku (2013).
Jest członkinią komitetu redakcyjnego Polskiego Rocznika Muzykologicznego i Przeglądu Muzykologicznego. Należy do Związku Kompozytorów Polskich, gdzie w latach 1999–2001 i 2005–2013 była członkinią zarządu Sekcji Muzykologów.

## Prace naukowe
- Melodyka niderlandzka w polifonii Josquina, Obrechta i La Rue, Warszawa 1997 (Studia et Dissertationes Instituti Musicologiae Universitatis Varsoviensis, seria B, t. 6).